# Halové mistrovství Evropy v atletice 2009 – běh na 60 metrů překážek žen
Běh na 60 metrů překážek žen na halovém mistrovství Evropy v atletice 2009 se konalo v italském Turíně ve dnech 6. března až 8. března 2009; dějištěm soutěže byla hala Oval Lingotto. Ve finálovém běhu zvítězila reprezentantka Belgie Eline Beringsová.
Lucie Škrobáková vyhrála svůj rozběh v čase 8,07, v semifinále obsadila třetí místo výkonem 8,05, ve finále pak vlastní měsíc starý národní rekord zlepšila o osm setin sekundy.
| Umístění         | Sportovec              | Čas        |
| ---------------- | ---------------------- | ---------- |
| Zlatá medaile    | Eline Beringsová       | 7,92 NR EL |
| Stříbrná medaile | Lucie Škrobáková       | 7,95 NR    |
| Bronzová medaile | Derval O'Rourkeová     | 7,97       |
| 4.               | Christina Vukičevičová | 8,04       |
| 5.               | Anastasia Solovjevová  | 8,05       |
| 6.               | Nadine Hildebrandová   | 8,16       |
| 7.               | Cindy Billaud          | 8,19       |
| 8.               | Sarah Claxtonová       | 8,21       |